# Parque Cidade Jardim
O Parque Cidade Jardim é um condomínio residencial de luxo localizado no bairro do Jardim Panorama, distrito do Morumbi, Zona Oeste de São Paulo, Brasil, às margens do rio Pinheiros. Projetado pelo arquiteto Pablo Slemenson, é composto por nove torres, denominados Begônias, Magnólias, Resedá, Manacás, Tuias, Jabuticabeiras, Zíneas, Limantos e Ipês, todas com 158 metros de altura e 41 andares. Os primeiros edifícios foram concluídos em 2008 e os mais recentes em 2011. Embaixo da construção dos prédios, está localizado o Shopping Cidade Jardim, um tradicional shopping de luxo em São Paulo.